# Bittacus elisabethae
Bittacus elisabethae är en näbbsländeart som beskrevs av Navás 1930. Bittacus elisabethae ingår i släktet Bittacus och familjen styltsländor. Inga underarter finns listade i Catalogue of Life.